# Crack (droga)

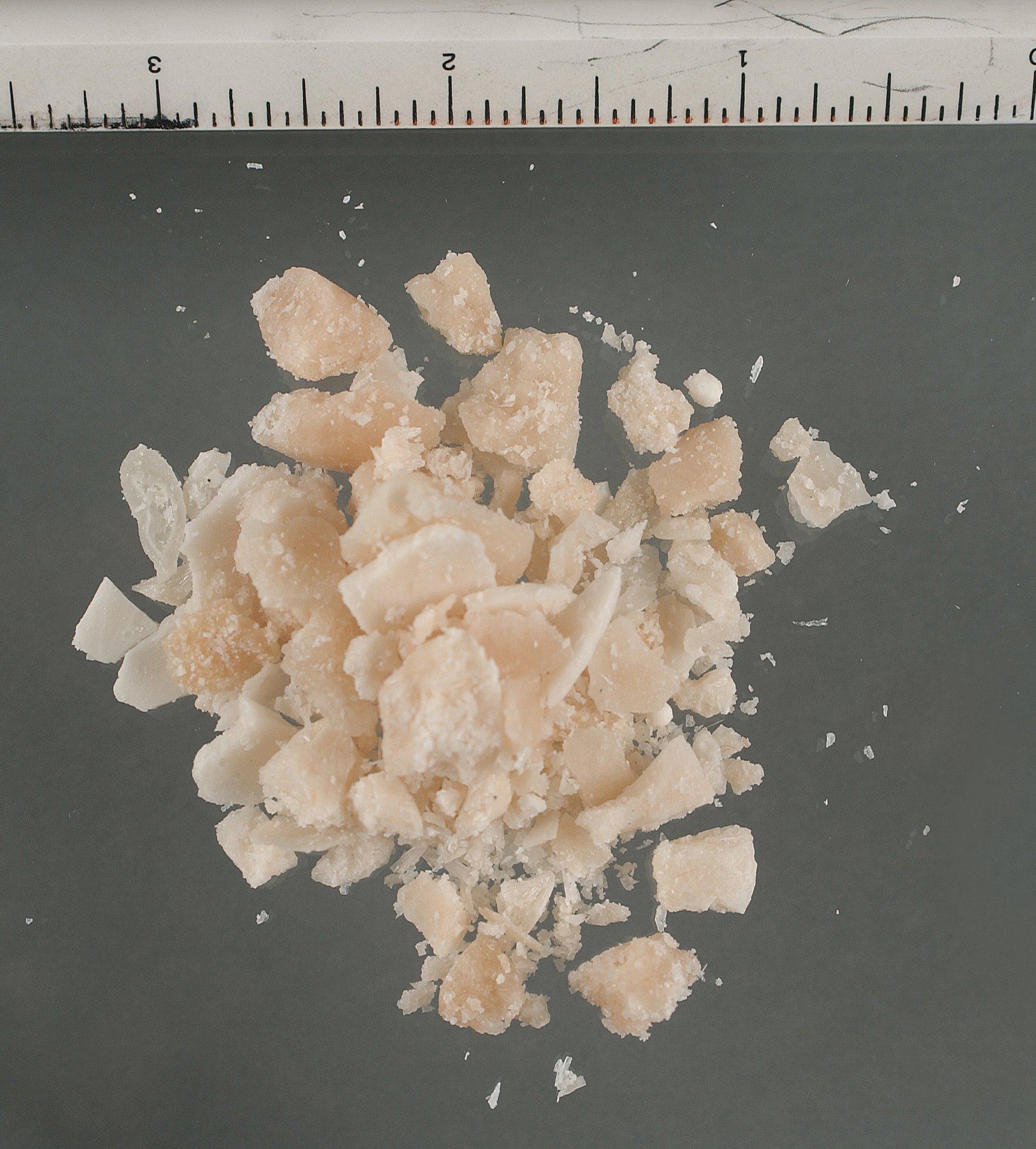
Cristalli di crack

Il crack è una sostanza stupefacente nata in America e diffusasi a partire dagli anni ottanta.

## Composizione e assunzione

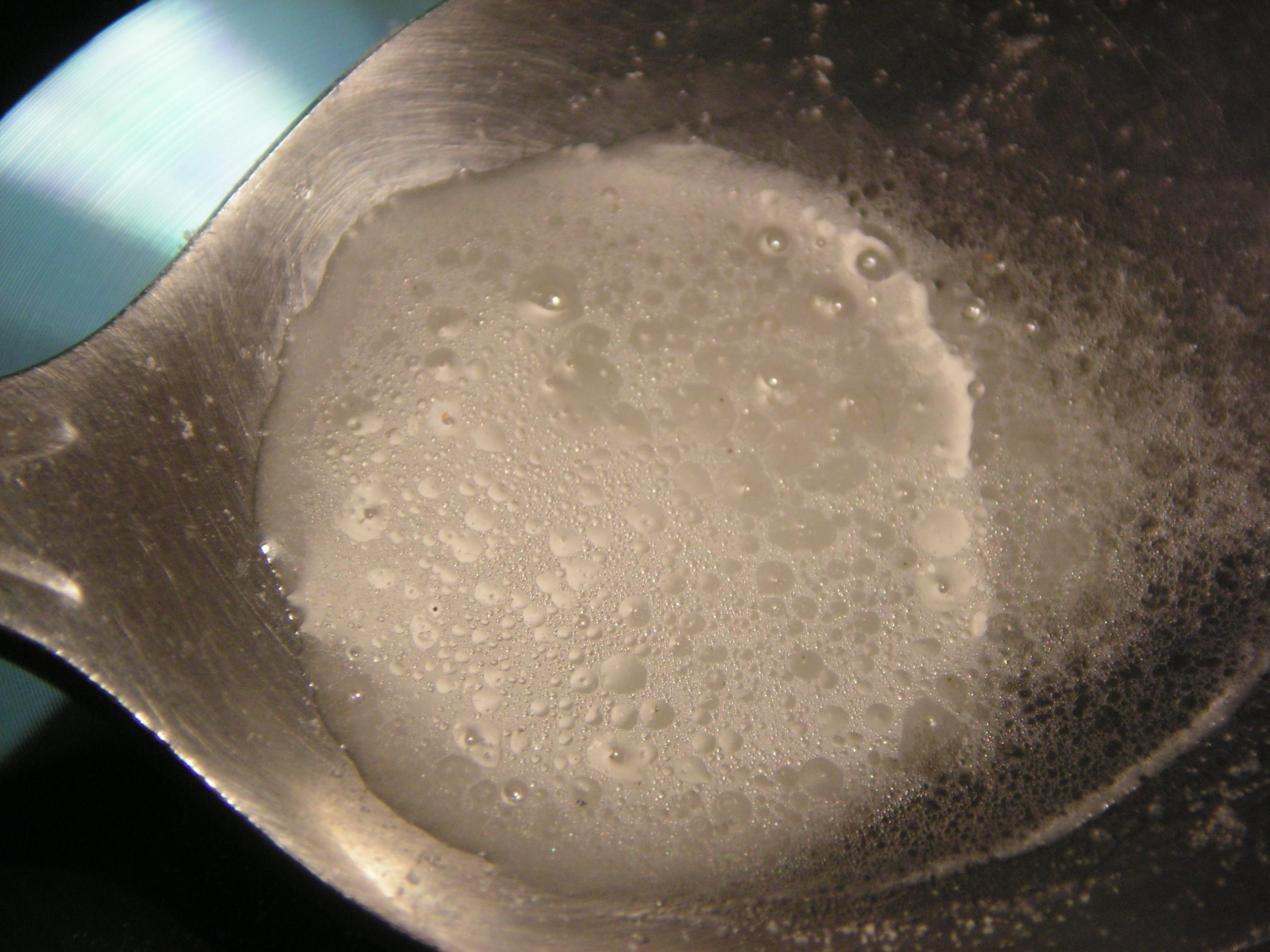
Primo piano di una sintesi con bicarbonato di sodio in un cucchiaino

Ricavata tramite processi chimici dalla cocaina, essa viene poi assunta inalando il fumo dopo aver surriscaldato i cristalli in pipe apposite di vetro o ricavate spesso da bottiglie di plastica modificate o lattine. Questa operazione provoca degli scricchiolii che danno origine al suo nome. È stata originariamente concepita e sintetizzata per uno scopo ben preciso: era destinato ai cocainomani cronici come sostituto della cocaina, in quanto l'assunzione nasale della cocaina provocava la distruzione dei tessuti nasali, per cui l'unica modalità di assunzione alternativa era rappresentata dall'inalazione.
Tuttavia non essendo la cocaina volatile come, per esempio, l'eroina, si è reso necessario sviluppare questa nuova variante della sostanza. Probabilmente perché non sufficientemente indagata prima che venisse utilizzata a scopo terapeutico, ha cominciato a creare dipendenza nei cocainomani anziché servire solo da palliativo (vedi epidemia del crack). Successivamente il crack si diffuse anche tra chi non assumeva inizialmente cocaina.

## Effetti

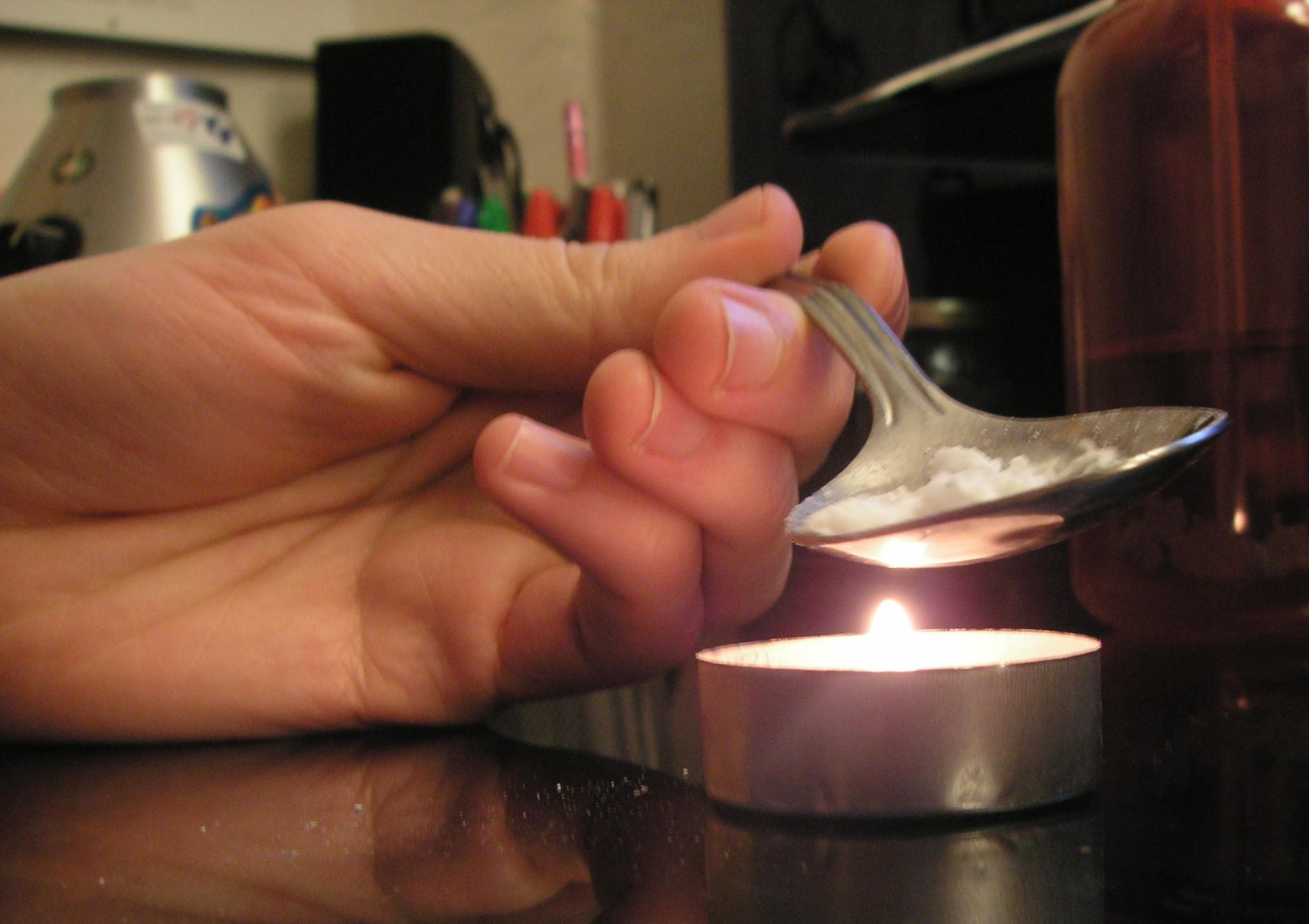
Un cucchiaio contenente cocaina e bicarbonato su una fonte di calore (candela), che è necessaria per far proseguire la reazione

È uno stupefacente altamente pericoloso in grado di indurre elevata dipendenza e rapida assuefazione psicologica e fisica, inoltre è in grado di aumentare gli istinti violenti e alterare i principali centri di controllo del sistema nervoso centrale. Spesso porta all'alienazione sociale o a forme di psicosi. 
Gli effetti del crack hanno una salita immediata, intensa e molto breve (3-15 minuti). Gli effetti desiderati sono quelli di sensazioni di forza ed energia, scioltezza comunicativa, euforia, disinibizione, vivacità e forte eccitazione. Il rovescio della medaglia è un down molto pesante: la persona può sentirsi molto depressa e apatica, può sperimentare stati paranoici, nervosismo e irritabilità, insonnia o ipersonnia, mancanza di appetito, diminuzione delle sensazioni di piacere, disturbi dell'umore, crisi di ansia, indurre malattie mentali e la voglia di rifumare può ripresentarsi esageratamente forte (intenso craving). 
Il crack induce altissima dipendenza psichica, in parte fisica  e può portare a un aumento del numero delle assunzioni, anche dopo i primi tempi. Un consumo continuato e prolungato può portare a cambiamenti drastici della personalità e del comportamento, alla ninfomania, ad ipersessualità deviata, a comportamenti truffaldini, bugiardi, impulsivi, e infine all'alienazione dell'individuo con sintomi da astinenza simili alla schizofrenia, a una forte aggressività  o a stati paranoici accompagnati da deliri e allucinazioni. La morte di solito può sopraggiungere per overdose (bastano 800 mg), per colpo di calore e arresti respiratori e/o cardiaci, nonché per ictus o infarto.

## Sintesi

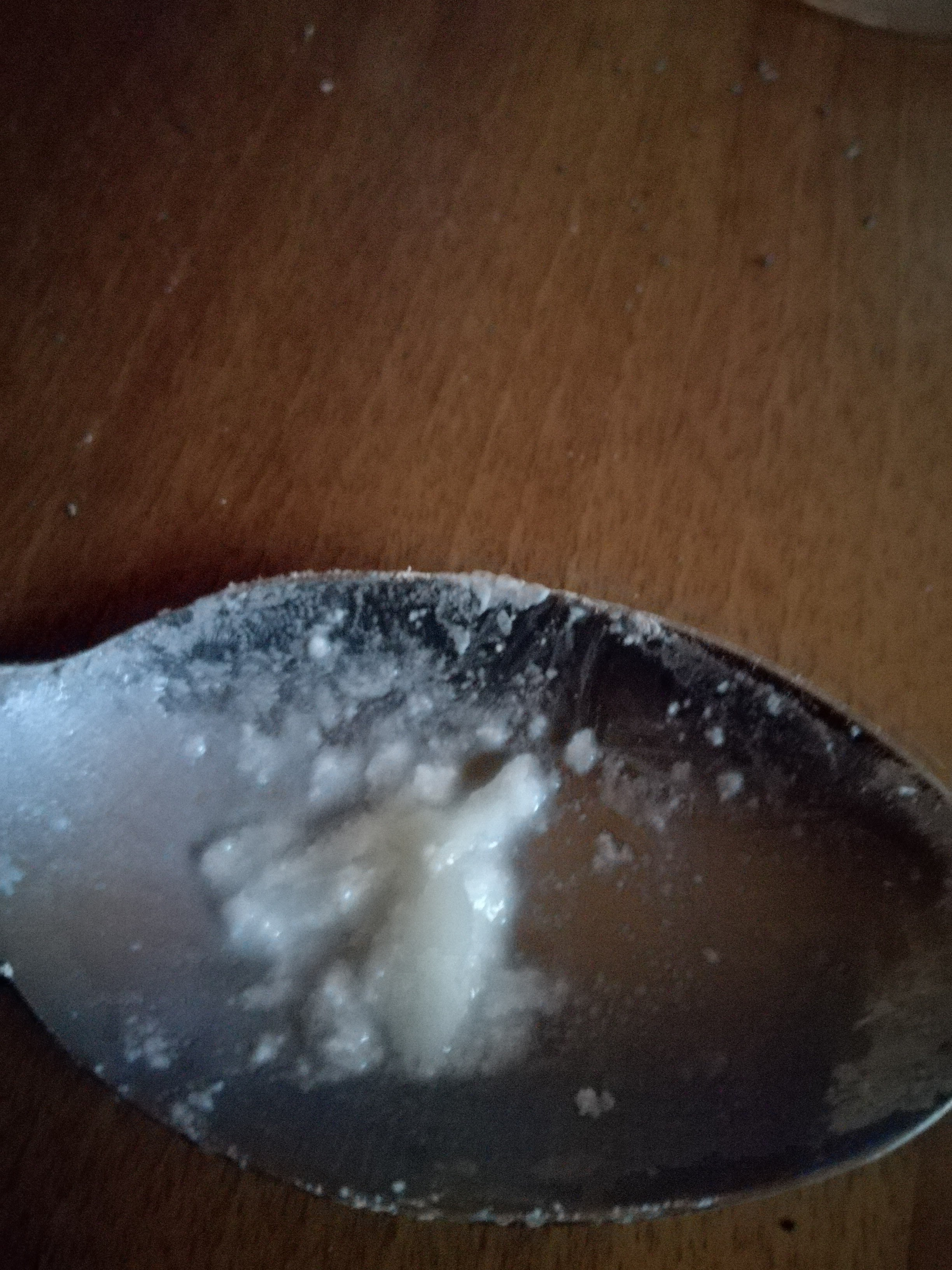
Crack pronto all'uso

Il crack viene sintetizzato a partire dalla cocaina in polvere (cocaina cloridrato) con una base debole (solitamente bicarbonato di sodio o ammoniaca).
L'equazione chimica della reazione con bicarbonato di sodio è la seguente:
C17H21NO4-H+Cl− + NaHCO3 → C17H21NO4 + H2O + NaCl + CO2